# ターナー・フィールド
ターナー・フィールド（Turner Field）は、アメリカ合衆国ジョージア州アトランタにかつて存在した野球場。1997年から2016年までMLBアトランタ・ブレーブスのホーム球場であった。1996年のアトランタオリンピックのメイン会場であるセンテニアル・オリンピックスタジアムを野球用に改築したスタジアムである。閉場後は再び改築され、現在はアメリカンフットボール専用スタジアムの「センターパーク・スタジアム」となっている（後述）。

## 概要
元々ブレーブスは1966年から1996年まで、同じアトランタ市内にあるアトランタ・フルトン・カウンティ・スタジアムを使用していたが、施設の老朽化が著しいことを理由に、1996年のアトランタオリンピックのメイン会場として使用された陸上競技場（センテニアル・オリンピックスタジアム）を野球場に作り変えて1997年のシーズン開幕から新本拠地球場とした。フルトン・カウンティ・スタジアム跡は当球場の駐車場として整備されている。
球場名はファンから｢ハンク・アーロン・スタジアム｣にしようとの要望があったが、結局アメリカのメディア王として知られ、ターナー・ブロードキャスティング・システム（TBS）、並びにブレーブスを所有していたテッド・ターナーの名を冠したものとなった。
この球場には、世界最大級の屋外型デジタルハイビジョン映像スクリーンが設置されている。これは日本の三菱電機が製造したオーロラビジョンで、以前はギネスブックにも世界最大と認定されていた（2006年9月30日からは東京競馬場のオーロラビジョンが世界最大となった）。
2005年3月23日にオープニング・セレモニーを行い運用を開始、ギネス認定式も同セレモニーにおいて実施した。セレモニーでは、メジャーリーグ最多本塁打記録をもつ元ブレーブスのハンク・アーロンによる点灯式が行われた。デジタルスクリーンコントローラーを採用しており、デジタルハイビジョン映像やパソコンの映像を同時に3画面まで合成して表示できる。表示素子には高輝度LEDを利用し、画素ピッチは2cm（素子ピッチは1cm）。画素数は1088×1200画素。スクリーンサイズは縦21.76m×横24.0m（1275インチ相当）となっている。
2008年、2013年、2015年に転落死亡事故が起きた
。
2016年で20年の借用権が期限切れとなるのにともない、ブレーブスが本拠地をアトランタ郊外のサントラスト・パークに移転するため19年の歴史に幕を下ろした。
球場はジョージア州立大学に譲渡されて25,000人収容のフットボール球技場に改装され、名称も「ジョージア・ステート・スタジアム」に改称された。本球場のホームプレートはサントラスト・パークへと移設される。

## フィールドの特徴
右中間が広くなっているため、中堅手や右翼手には守備範囲の広さや強肩が求められる。
またシーズン序盤は風が吹きピッチャーに有利だが、夏場になるとホームランがよく出るようになる。季節ごとに特徴が変わる球場である。

## 設備、アトラクション、演出
トマホーク・チョップ
スコアボードの上部にはロゴにも描かれているトマホークが設置されている。ブレーブスが得点のチャンスを迎えるとトマホークが動き出し、ファンはトマホークを模した応援グッズを音楽に合わせて振り回す。

## 主要な出来事
- 1997年4月4日、公式戦初試合、先発投手はデニー・ネーグル（ブレーブス 5 - 4 カブス）[5]。
- 1998年8月18日 - グレッグ・マダックスが通算200勝を達成[6]
- 1999年10月23日 - 1999年のワールドシリーズ（ヤンキースに0勝4敗、リーグチャンピオンシップシリーズ最優秀選手賞はエディ・ペレス）[7]
- 2000年7月7日、2000年のMLBオールスターゲーム開催（ア 6 - 3 ナ）[8]。
- 2000年7月30日 - トム・グラビンが通算200勝を達成[9]
- 2004年5月18日、ダイヤモンドバックスのランディ・ジョンソンが史上最年長で完全試合を達成（ブレーブス 0 - 2 ダイヤモンドバックス）。
- 2004年9月24日 - アンドリュー・ジョーンズが通算250本塁打を達成（後にブレーブス在籍期間で通算368本塁打を記録）[10]
- 2007年5月24日 - ジョン・スモルツが通算200勝を達成し、史上初となる200勝・150セーブを達成[11]
- 2007年7月21日 - ウィリー・ハリスが6打数6安打2三塁打6打点1盗塁の大活躍[12]
- 2007年8月14日、ジャイアンツ対ブレーブス戦で、ブレーブス監督のボビー・コックスが、メジャーリーグ最多となる通算132回目の退場処分となった[13]。
- 2007年8月15日 - ボビー・コックス監督が通算133回目の退場を記録し、ジョン・マグローが持っていた歴代最多記録を更新[14]
- 2008年6月5日 - チッパー・ジョーンズが球団史上3人目となる通算400本塁打を達成（ハンク・アーロン、エディ・マシューズに次ぐ）[15]
- 2008年8月14日 - マーク・コッツェイがサイクル安打を達成[16]
- 2009年4月11日 - 川上憲伸が日本人で初めてブレーブスに所属し、本拠地で初登板初勝利[17][18]
- 2010年4月5日 - 開幕戦でジェイソン・ヘイワードが初打席本塁打など5打数2安打4打点の活躍[19]
- 2010年4月17日、ロッキーズのウバルド・ヒメネスが球団史上初となるノーヒットノーラン達成（ブレーブス 0 - 4 ロッキーズ）。
- 2010年10月11日 - 2010年のナショナルリーグディビジョンシリーズでブレーブスは5年ぶりにポストシーズンに出場したが、シリーズ敗退でボビー・コックス監督が勇退し、程なくしてフレディ・ゴンザレス監督が就任[20]
- 2011年4月8日 - チッパー・ジョーンズが球団史上2人目となる通算2500安打を達成（ハンク・アーロンに次ぐ）[21]
- 2012年7月18日 - ブライアン・マッキャンが通算150本塁打を達成[22]
- 2013年4月22日 - ジョン・スモルツが球団史上初、史上16人目となる通算3000奪三振を達成（従来の球団記録はフィル・ニークロの2912）[23]
- 2013年4月30日 - ティム・ハドソンが通算200勝を達成[24]
- 2013年6月29日 - チッパー・ジョーンズの永久欠番「10」の制定式典を開催[25]
- 2014年5月18日 - クレイグ・キンブレルが史上最年少となる25歳で通算150セーブを達成[26]
- 2014年8月8日 - グレッグ・マダックス、トム・グラビン、ボビー・コックスのアメリカ野球殿堂表彰式典を開催[27]
- 2014年9月1日 - フィラデルフィア・フィリーズがコール・ハメルズ、ジェイク・ディークマン、ケン・ジャイルズ、ジョナサン・パペルボンの継投でノーヒットノーランを達成[28]
- 2015年7月23日 - ジョン・スモルツのアメリカ野球殿堂表彰式典を開催[29]
- 2016年5月24日 - 5月16日に解任されたフレディ・ゴンザレス監督に代わるブライアン・スニッカー監督代行が本拠地初出場[30]
- 2016年6月15日 - フレディ・フリーマンがサイクル安打を達成[31]
- 2016年10月2日、タイガースとのシーズン最終戦をもって閉場（ブレーブス 1 - 0 タイガース）。試合前にはかつてビッグスリー（英語版）と呼ばれたグレッグ・マダックス、トム・グラビン、ジョン・スモルツの3人が並んで始球式が行われた[32]。

## ジョージア・ステート・スタジアム
ジョージア・ステート・スタジアム（Georgia State Stadium）は、アメリカ合衆国ジョージア州アトランタにあるアメリカンフットボール専用スタジアムである。NCAAのジョージア・ステート・パンサーズが本拠地として使用している。2017年開場。2020年にアトランタ・ポスタル・クレジット・ユニオンが15年間の命名権を取得し、センターパーク・スタジアム（Center Parc Stadium）と改名された。
ターナー・フィールドの座席は概ね残されたうえ、フィールド部分に新たに座席を設置したため、グラウンドは狭くなっている。また、元のオリンピックスタジアムと比較しても小規模になっている。座席は低層階のみの使用となるため、席自体の数は増えたものの、収容能力は大幅に落としている。